# Liège-Bastogne-Liège féminin 2020
La 4e édition du Liège-Bastogne-Liège féminin a lieu le 4 octobre 2020. Initialement prévue le 26 avril, elle est déplacée en septembre en raison de la pandémie de Covid-19. C'est la septième épreuve de l'UCI World Tour féminin 2020. Elle est remportée par la Britannique Elizabeth Deignan.

## Équipes
| UCI Women's WorldTeams (8)- Alé BTC Ljubljana - Canyon-SRAM Racing - FDJ-Nouvelle Aquitaine-Futuroscope - Mitchelton-Scott - Movistar Team - Sunweb Women - Trek-Segafredo - CCC-Liv Équipes féminines continentales (16)- Aromitalia Vaiano - Astana Women's - Boels Dolmans - Ceratizit-WNT Pro Cycling - Charente-Maritime Women Cycling - Chevalmeire - Ciclotel - Cogeas Mettler Look - Doltcini-Van Eyck Sport - Paule Ka - Hitec Products - Lotto Soudal Ladies - Parkhotel Valkenburg-Destil - Arkéa Pro Cycling Team - Tibco-Silicon Valley Bank - Valcar-Travel & Service |
| |

## Parcours
La côte de la Haute-levée vient remplacer la côte de Brume, le reste du parcours est identique à l'année précédente. Le départ est donné à Bastogne et l'arrivée se trouve à Liège.
| Num | Nom                          | km    | Longueur (m) | Pente moyenne | km de l'arrivée |
| --- | ---------------------------- | ----- | ------------ | ------------- | --------------- |
| 1   | Côte de Wanne                | 56,5  | 2 800        | 7,4 %         | 80              |
| 2   | Côte de la Haute-Levée       | 66    | 3 600        | 5,6 %         | 90,5            |
| 3   | Côte de la Vecquée           | 90    | 3 100        | 6,4 %         | 48,5            |
| 4   | Côte de La Redoute           | 105,5 | 2 000        | 8,9 %         | 31,0            |
| 5   | Côte de la Roche aux faucons | 121,5 | 1 300        | 11 %          | 15,0            |

## Favorites
Les deux principales favorites sont la vainqueur sortante Annemiek van Vleuten, qui a le poignet cassé, et Anna van der Breggen, qui vient de remporter le Tour d'Italie, les championnats du monde du contre-la-montre et sur route, ainsi que le Flèche wallonne. Demi Vollering et Cecilie Uttrup Ludwig, toutes deux sur le podium à Huy, sont également à surveiller. Katarzyna Niewiadoma, deuxième du Tour d'Italie fait partie également des vainqueurs potentiels. Elisa Longo Borghini, troisième des championnats du monde, et sa coéquipière Elizabeth Deignan sont également candidate à la victoire. Enfin, la formation CCC-Liv se présente au départ avec Marianne Vos et Ashleigh Moolman.

## Récit de la course

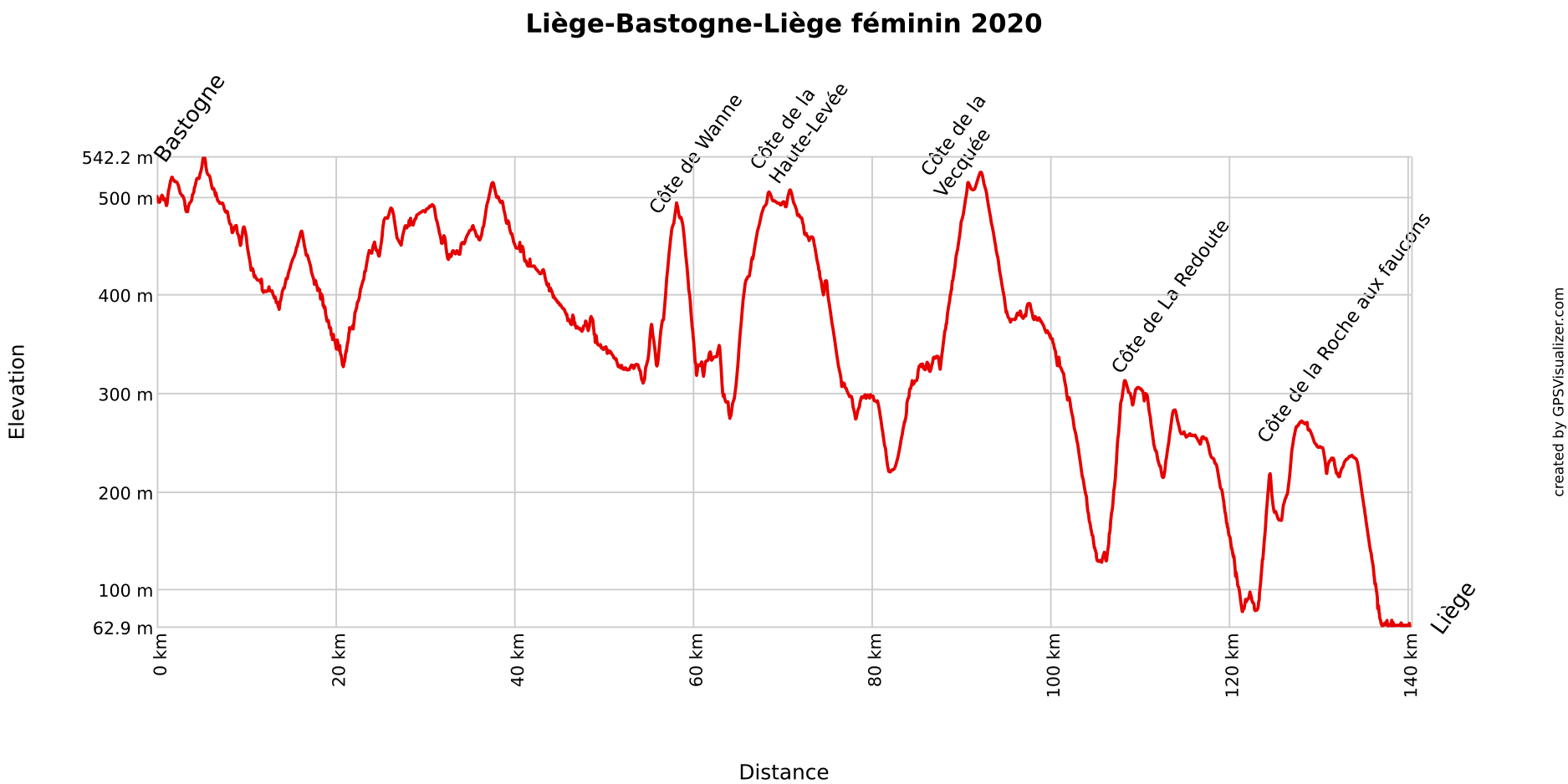
Profil de la course

La météo est froide et pluvieuse. Le peloton roule vite en début de course grâce au vent dans le dos. Un groupe de huit favorites sort peu avant la côte de la Vecquée. Il s'agit de : Amy Pieters, Juliette Labous, Hannah Barnes, Elizabeth Deignan, Ellen van Dijk, Marianne Vos, Katrine Aalerud et Marlen Reusser. Grace Brown opère la jonction dans la côte de la Vecquée. Ce groupe obtient rapidement une minute d'avance. Il arrive au pied de la Redoute avec une minute trente d'écart. Elizabeth Deignan y attaque. Elle prend trente secondes au sommet sur ses poursuivantes. Dans le peloton, Demi Vollering attaque. Elle est suivie par Cecilie Uttrup Ludwig, Liane Lippert et Elisa Longo Borghini dans la côte. Elles sont rejointes par d'autres coureuses par la suite. Elizabeth Deignan compte une minute d'avance à vingt kilomètres de l'arrivée. Derrière Ellen van Dijk couvre les attaques. Sur la Roche aux Faucons, Grace Brown part seule et part en chasse sur Elizabeth Deignan. Elle reprend petit à petit du terrain. Elizabeth Deignan resiste néanmoins et s'impose avec neuf secondes d'avance sur Grace Brown. Derrière, Ellen van Dijk anticipe le sprint et prend la troisième place.

## Classements

### Classement final
| \| Classement général \| Classement général \| Classement général \| Classement général \| Classement général \| \| Coureuse \| Coureuse \| Pays \| Équipe \| Temps \| \| ------------------ \| ------------------ \| ------------------ \| ------------------ \| ------------------ \| \| 1re \| Lizzie Deignan \| Royaume-Uni \| Trek-Segafredo \| 3 h 29 min 48 s \| \| 2e \| Grace Brown \| Australie \| Mitchelton-Scott \| + 9 s \| \| 3e \| Ellen van Dijk \| Pays-Bas \| Trek-Segafredo \| + 2 min 19 s \| \| 4e \| Marianne Vos \| Pays-Bas \| CCC-Liv \| + 2 min 19 s \| \| 5e \| Amy Pieters \| Pays-Bas \| Boels Dolmans \| + 2 min 19 s \| \| 6e \| Hannah Barnes \| Royaume-Uni \| Canyon-SRAM Racing \| + 2 min 21 s \| \| 7e \| Marlen Reusser \| Suisse \| Paule Ka \| + 2 min 21 s \| \| 8e \| Juliette Labous \| France \| Sunweb \| + 2 min 21 s \| \| 9e \| Katrine Aalerud \| Norvège \| Movistar Team \| + 2 min 26 s \| \| 10e \| Liane Lippert \| Allemagne \| Sunweb \| + 3 min 27 s \| |                 |             |                    |                 |
| |                 |             |                    |                 |
| Source : ProCyclingStats |                 |             |                    |                 |
| Classement général |                 |             |                    |                 |
| Coureuse | Coureuse        | Pays        | Équipe             | Temps           |
| 1re | Lizzie Deignan  | Royaume-Uni | Trek-Segafredo     | 3 h 29 min 48 s |
| 2e | Grace Brown     | Australie   | Mitchelton-Scott   | + 9 s           |
| 3e | Ellen van Dijk  | Pays-Bas    | Trek-Segafredo     | + 2 min 19 s    |
| 4e | Marianne Vos    | Pays-Bas    | CCC-Liv            | + 2 min 19 s    |
| 5e | Amy Pieters     | Pays-Bas    | Boels Dolmans      | + 2 min 19 s    |
| 6e | Hannah Barnes   | Royaume-Uni | Canyon-SRAM Racing | + 2 min 21 s    |
| 7e | Marlen Reusser  | Suisse      | Paule Ka           | + 2 min 21 s    |
| 8e | Juliette Labous | France      | Sunweb             | + 2 min 21 s    |
| 9e | Katrine Aalerud | Norvège     | Movistar Team      | + 2 min 26 s    |
| 10e | Liane Lippert   | Allemagne   | Sunweb             | + 3 min 27 s    |

### UCI World Tour

#### Points attribués
| Position           | 1er | 2e  | 3e  | 4e  | 5e  | 6e  | 7e  | 8e  | 9e | 10e | 11e | 12e | 13e | 14e | 15e | 16e à 20e | 21e à 30e | 31e à 40e |
| Classement général | 400 | 320 | 260 | 220 | 180 | 140 | 120 | 100 | 80 | 68  | 56  | 48  | 40  | 32  | 28  | 24        | 16        | 8         |

| Classement par points | Classement par points | Classement par points | Classement par points              | Classement par points |
| Coureuse              | Coureuse              | Pays                  | Équipe                             | Points                |
| --------------------- | --------------------- | --------------------- | ---------------------------------- | --------------------- |
| 1re                   | Lizzie Deignan        | Royaume-Uni           | Trek-Segafredo                     | 1522 pts              |
| 2e                    | Anna van der Breggen  | Pays-Bas              | Boels Dolmans                      | 1165 pts              |
| 3e                    | Marianne Vos          | Pays-Bas              | CCC-Liv                            | 974 pts               |
| 4e                    | Elisa Longo Borghini  | Italie                | Trek-Segafredo                     | 913 pts               |
| 5e                    | Liane Lippert         | Allemagne             | Sunweb                             | 814 pts               |
| 6e                    | Cecilie Uttrup Ludwig | Danemark              | FDJ-Nouvelle Aquitaine-Futuroscope | 808 pts               |
| 7e                    | Katarzyna Niewiadoma  | Pologne               | Canyon-SRAM Racing                 | 747 pts               |
| 8e                    | Annemiek van Vleuten  | Pays-Bas              | Mitchelton-Scott                   | 733 pts               |
| 9e                    | Demi Vollering        | Pays-Bas              | Parkhotel Valkenburg               | 616 pts               |
| 10e                   | Mikayla Harvey        | Nouvelle-Zélande      | Paule Ka                           | 501 pts               |

| Classement par points | Classement par points | Classement par points | Classement par points              | Classement par points |
| Coureuse              | Coureuse              | Pays                  | Équipe                             | Points                |
| --------------------- | --------------------- | --------------------- | ---------------------------------- | --------------------- |
| 1re                   | Lizzie Deignan        | Royaume-Uni           | Trek-Segafredo                     | 1522 pts              |
| 2e                    | Anna van der Breggen  | Pays-Bas              | Boels Dolmans                      | 1165 pts              |
| 3e                    | Marianne Vos          | Pays-Bas              | CCC-Liv                            | 974 pts               |
| 4e                    | Elisa Longo Borghini  | Italie                | Trek-Segafredo                     | 913 pts               |
| 5e                    | Liane Lippert         | Allemagne             | Sunweb                             | 814 pts               |
| 6e                    | Cecilie Uttrup Ludwig | Danemark              | FDJ-Nouvelle Aquitaine-Futuroscope | 808 pts               |
| 7e                    | Katarzyna Niewiadoma  | Pologne               | Canyon-SRAM Racing                 | 747 pts               |
| 8e                    | Annemiek van Vleuten  | Pays-Bas              | Mitchelton-Scott                   | 733 pts               |
| 9e                    | Demi Vollering        | Pays-Bas              | Parkhotel Valkenburg               | 616 pts               |
| 10e                   | Mikayla Harvey        | Nouvelle-Zélande      | Paule Ka                           | 501 pts               |

| Classement du meilleur jeune | Classement du meilleur jeune | Classement du meilleur jeune | Classement du meilleur jeune       | Classement du meilleur jeune |
| Coureuse                     | Coureuse                     | Pays                         | Équipe                             | Points                       |
| ---------------------------- | ---------------------------- | ---------------------------- | ---------------------------------- | ---------------------------- |
| 1re                          | Liane Lippert                | Allemagne                    | Sunweb                             | 24 pts                       |
| 2e                           | Mikayla Harvey               | Nouvelle-Zélande             | Paule Ka                           | 22 pts                       |
| 3e                           | Elisa Balsamo                | Italie                       | Valcar-Travel & Service            | 6 pts                        |
| 4e                           | Chiara Consonni              | Italie                       | Valcar-Travel & Service            | 6 pts                        |
| 5e                           | Évita Muzic                  | France                       | FDJ-Nouvelle Aquitaine-Futuroscope | 4 pts                        |
| 6e                           | Ella Harris                  | Nouvelle-Zélande             | Canyon-SRAM Racing                 | 4 pts                        |
| 7e                           | Niamh Fisher-Black           | Nouvelle-Zélande             | Paule Ka                           | 2 pts                        |
| 8e                           | Letizia Borghesi             | Italie                       | Aromitalia Vaiano                  | 2 pts                        |
| 9e                           | Juliette Labous              | France                       | Sunweb                             | 2 pts                        |

| Classement du meilleur jeune | Classement du meilleur jeune | Classement du meilleur jeune | Classement du meilleur jeune       | Classement du meilleur jeune |
| Coureuse                     | Coureuse                     | Pays                         | Équipe                             | Points                       |
| ---------------------------- | ---------------------------- | ---------------------------- | ---------------------------------- | ---------------------------- |
| 1re                          | Liane Lippert                | Allemagne                    | Sunweb                             | 24 pts                       |
| 2e                           | Mikayla Harvey               | Nouvelle-Zélande             | Paule Ka                           | 22 pts                       |
| 3e                           | Elisa Balsamo                | Italie                       | Valcar-Travel & Service            | 6 pts                        |
| 4e                           | Chiara Consonni              | Italie                       | Valcar-Travel & Service            | 6 pts                        |
| 5e                           | Évita Muzic                  | France                       | FDJ-Nouvelle Aquitaine-Futuroscope | 4 pts                        |
| 6e                           | Ella Harris                  | Nouvelle-Zélande             | Canyon-SRAM Racing                 | 4 pts                        |
| 7e                           | Niamh Fisher-Black           | Nouvelle-Zélande             | Paule Ka                           | 2 pts                        |
| 8e                           | Letizia Borghesi             | Italie                       | Aromitalia Vaiano                  | 2 pts                        |
| 9e                           | Juliette Labous              | France                       | Sunweb                             | 2 pts                        |

| Classement par équipes aux points | Classement par équipes aux points  | Classement par équipes aux points | Classement par équipes aux points |
| Équipe                            | Équipe                             | Pays                              | Points                            |
| --------------------------------- | ---------------------------------- | --------------------------------- | --------------------------------- |
| 1re                               | Trek-Segafredo                     | États-Unis                        | 3212 pts                          |
| 2e                                | CCC-Liv                            | Pologne                           | 1773 pts                          |
| 3e                                | Boels Dolmans                      | Pays-Bas                          | 1652 pts                          |
| 4e                                | Sunweb Women                       | Pays-Bas                          | 1606 pts                          |
| 5e                                | Paule Ka                           | Suisse                            | 1592 pts                          |
| 6e                                | Mitchelton-Scott                   | Australie                         | 1512 pts                          |
| 7e                                | Canyon-SRAM Racing                 | Allemagne                         | 1406 pts                          |
| 8e                                | FDJ-Nouvelle Aquitaine-Futuroscope | France                            | 1362 pts                          |
| 9e                                | Alé BTC Ljubljana                  | Italie                            | 1019 pts                          |
| 10e                               | Parkhotel Valkenburg-Destil        | Pays-Bas                          | 704 pts                           |

| Classement par équipes aux points | Classement par équipes aux points  | Classement par équipes aux points | Classement par équipes aux points |
| Équipe                            | Équipe                             | Pays                              | Points                            |
| --------------------------------- | ---------------------------------- | --------------------------------- | --------------------------------- |
| 1re                               | Trek-Segafredo                     | États-Unis                        | 3212 pts                          |
| 2e                                | CCC-Liv                            | Pologne                           | 1773 pts                          |
| 3e                                | Boels Dolmans                      | Pays-Bas                          | 1652 pts                          |
| 4e                                | Sunweb Women                       | Pays-Bas                          | 1606 pts                          |
| 5e                                | Paule Ka                           | Suisse                            | 1592 pts                          |
| 6e                                | Mitchelton-Scott                   | Australie                         | 1512 pts                          |
| 7e                                | Canyon-SRAM Racing                 | Allemagne                         | 1406 pts                          |
| 8e                                | FDJ-Nouvelle Aquitaine-Futuroscope | France                            | 1362 pts                          |
| 9e                                | Alé BTC Ljubljana                  | Italie                            | 1019 pts                          |
| 10e                               | Parkhotel Valkenburg-Destil        | Pays-Bas                          | 704 pts                           |

## Liste des participantes
| Légende | Légende                                                                    | Légende | Légende                                                    |
| ------- | -------------------------------------------------------------------------- | ------- | ---------------------------------------------------------- |
| Num     | Dossard de départ porté par le coureur sur ce Liège-Bastogne-Liège         | Pos     | Position à l'arrivée de la course                          |
|         | Indique un maillot de champion national ou mondial, suivi de sa spécialité | NP      | Indique un coureur qui n'a pas pris le départ de la course |
| AB      | Indique un coureur qui n'a pas terminé la course                           | HD      | Indique un coureur qui a terminé la course hors des délais |

| Mitchelton-Scott MTS | Mitchelton-Scott MTS               | Mitchelton-Scott MTS |
| -------------------- | ---------------------------------- | -------------------- |
| Num                  | Coureuse                           | Pos                  |
| 1                    | Annemiek van Vleuten (NED) (route) | 28e                  |
| 2                    | Jessica Allen (AUS)                | AB                   |
| 3                    | Grace Brown (AUS)                  | 2e                   |
| 4                    | Janneke Ensing (NED)               | AB                   |
| 5                    | Lucy Kennedy (AUS)                 | 36e                  |
| 6                    | Georgia Williams (NZL)             | AB                   |

| Boels Dolmans DLT | Boels Dolmans DLT                  | Boels Dolmans DLT |
| ----------------- | ---------------------------------- | ----------------- |
| Num               | Coureuse                           | Pos               |
| 11                | Anna van der Breggen (NED) (route) | 26e               |
| 12                | Eva Buurman (NED)                  | AB                |
| 13                | Karol-Ann Canuel (CAN) (route)     | AB                |
| 14                | Christine Majerus (LUX) (route)    | 37e               |
| 16                | Chantal van den Broek-Blaak (NED)  | 24e               |
| 17                | Amy Pieters (NED)                  | 5e                |

| Sunweb SUN | Sunweb SUN             | Sunweb SUN |
| ---------- | ---------------------- | ---------- |
| Num        | Coureuse               | Pos        |
| 21         | Floortje Mackaij (NED) | 12e        |
| 23         | Leah Kirchmann (CAN)   | 41e        |
| 24         | Juliette Labous (FRA)  | 8e         |
| 25         | Liane Lippert (GER)    | 10e        |
| 26         | Wilma Olausson (SWE)   | AB         |
| 28         | Alison Jackson (CAN)   | 39e        |

| Parkhotel Valkenburg PHV | Parkhotel Valkenburg PHV | Parkhotel Valkenburg PHV |
| ------------------------ | ------------------------ | ------------------------ |
| Num                      | Coureuse                 | Pos                      |
| 31                       | Demi Vollering (NED)     | 11e                      |
| 32                       | Nina Buysman (NED)       | AB                       |
| 33                       | Romy Kasper (GER)        | AB                       |
| 34                       | Anouska Koster (NED)     | AB                       |
| 35                       | Hanna Nilsson (SWE)      | AB                       |
| 36                       | Nancy van der Burg (NED) | 46e                      |

| Canyon-SRAM Racing CSR | Canyon-SRAM Racing CSR     | Canyon-SRAM Racing CSR |
| ---------------------- | -------------------------- | ---------------------- |
| Num                    | Coureuse                   | Pos                    |
| 41                     | Katarzyna Niewiadoma (POL) | 19e                    |
| 42                     | Hannah Barnes (GBR)        | 6e                     |
| 43                     | Elena Cecchini (ITA)       | AB                     |
| 44                     | Hannah Ludwig (GER)        | 48e                    |
| 45                     | Alexis Magner (USA)        | AB                     |
| 46                     | Omer Shapira (ISR) (route) | AB                     |

| Trek-Segafredo TFS | Trek-Segafredo TFS         | Trek-Segafredo TFS |
| ------------------ | -------------------------- | ------------------ |
| Num                | Coureuse                   | Pos                |
| 51                 | Lizzie Deignan (GBR)       | 1re                |
| 52                 | Elisa Longo Borghini (ITA) | 25e                |
| 53                 | Anna Plichta (POL)         | AB                 |
| 54                 | Ellen van Dijk (NED)       | 3e                 |
| 55                 | Tayler Wiles (USA)         | AB                 |
| 56                 | Ruth Edwards (USA) (route) | 14e                |

| FDJ-Nouvelle Aquitaine-Futuroscope FDJ | FDJ-Nouvelle Aquitaine-Futuroscope FDJ | FDJ-Nouvelle Aquitaine-Futuroscope FDJ |
| -------------------------------------- | -------------------------------------- | -------------------------------------- |
| Num                                    | Coureuse                               | Pos                                    |
| 61                                     | Cecilie Uttrup Ludwig (DEN)            | 17e                                    |
| 62                                     | Brodie Chapman (AUS)                   | 56e                                    |
| 63                                     | Victorie Guilman (FRA)                 | AB                                     |
| 64                                     | Lauren Kitchen (AUS)                   | AB                                     |
| 65                                     | Évita Muzic (FRA)                      | 42e                                    |
| 66                                     | Jade Wiel (FRA)                        | AB                                     |

| CCC-Liv CCC | CCC-Liv CCC                    | CCC-Liv CCC |
| ----------- | ------------------------------ | ----------- |
| Num         | Coureuse                       | Pos         |
| 71          | Marianne Vos (NED)             | 4e          |
| 72          | Sofia Bertizzolo (ITA)         | AB          |
| 73          | Jeanne Korevaar (NED)          | AB          |
| 74          | Ashleigh Moolman (RSA) (route) | 16e         |
| 75          | Soraya Paladin (ITA)           | 15e         |
| 78          | Pauliena Rooijakkers (NED)     | AB          |

| Alé BTC Ljubljana ALE | Alé BTC Ljubljana ALE           | Alé BTC Ljubljana ALE |
| --------------------- | ------------------------------- | --------------------- |
| Num                   | Coureuse                        | Pos                   |
| 81                    | Marta Bastianelli (ITA) (route) | AB                    |
| 82                    | Eugenia Bujak (SLO)             | 30e                   |
| 83                    | Anastasia Chursina (RUS)        | 43e                   |
| 84                    | Mavi García (ESP) (route)       | 23e                   |
| 85                    | Tatiana Guderzo (ITA)           | 22e                   |
| 86                    | Urša Pintar (SLO) (route)       | 35e                   |

| Movistar Team MOV | Movistar Team MOV         | Movistar Team MOV |
| ----------------- | ------------------------- | ----------------- |
| Num               | Coureuse                  | Pos               |
| 91                | Katrine Aalerud (NOR)     | 9e                |
| 93                | Jelena Erić (SRB) (route) | 32e               |
| 94                | Alicia González (ESP)     | AB                |
| 95                | Paula Patiño (COL)        | 50e               |
| 96                | Gloria Rodríguez (ESP)    | 54e               |
| 99                | Lourdes Oyarbide (ESP)    | AB                |

| Ceratizit-WNT Pro Cycling WNT | Ceratizit-WNT Pro Cycling WNT | Ceratizit-WNT Pro Cycling WNT |
| ----------------------------- | ----------------------------- | ----------------------------- |
| Num                           | Coureuse                      | Pos                           |
| 101                           | Erica Magnaldi (ITA)          | AB                            |
| 102                           | Laura Asencio (FRA)           | AB                            |
| 103                           | Kathrin Hammes (GER)          | 49e                           |
| 104                           | Julie Norman Leth (DEN)       | AB                            |
| 105                           | Sarah Rijkes (AUT)            | AB                            |
| 106                           | Lara Vieceli (ITA)            | 51e                           |

| Valcar-Travel & Service VAL | Valcar-Travel & Service VAL | Valcar-Travel & Service VAL |
| --------------------------- | --------------------------- | --------------------------- |
| Num                         | Coureuse                    | Pos                         |
| 111                         | Marta Cavalli (ITA)         | 18e                         |
| 112                         | Elisa Balsamo (ITA)         | 38e                         |
| 113                         | Vittoria Guazzini (ITA)     | AB                          |
| 115                         | Federica Piergiovanni (ITA) | AB                          |
| 116                         | Silvia Pollicini (ITA)      | AB                          |
| 118                         | Margaux Vigié (FRA)         | AB                          |

| Paule Ka EPK | Paule Ka EPK                     | Paule Ka EPK |
| ------------ | -------------------------------- | ------------ |
| Num          | Coureuse                         | Pos          |
| 121          | Mikayla Harvey (NZL)             | 21e          |
| 122          | Elise Chabbey (SUI)              | 13e          |
| 123          | Niamh Fisher-Black (NZL) (route) | 27e          |
| 124          | Nikola Nosková (CZE)             | AB           |
| 125          | Marlen Reusser (SUI) (route)     | 7e           |

| Lotto Soudal Ladies LSL | Lotto Soudal Ladies LSL  | Lotto Soudal Ladies LSL |
| ----------------------- | ------------------------ | ----------------------- |
| Num                     | Coureuse                 | Pos                     |
| 131                     | Julie Van de Velde (BEL) | AB                      |
| 132                     | Teuntje Beekhuis (NED)   | 40e                     |
| 133                     | Danique Braam (NED)      | AB                      |
| 134                     | Danielle Christmas (GBR) | AB                      |
| 135                     | Arianna Fidanza (ITA)    | AB                      |
| 136                     | Lone Meertens (BEL)      | AB                      |

| Cogeas-Mettler-Look Pro Cycling Team CGS | Cogeas-Mettler-Look Pro Cycling Team CGS | Cogeas-Mettler-Look Pro Cycling Team CGS |
| ---------------------------------------- | ---------------------------------------- | ---------------------------------------- |
| Num                                      | Coureuse                                 | Pos                                      |
| 141                                      | Maria Novolodskaya (RUS)                 | 44e                                      |
| 142                                      | Annabel Fisher (GBR)                     | AB                                       |
| 143                                      | Iuliia Galimullina (RUS)                 | AB                                       |
| 144                                      | Aigul Gareeva (RUS)                      | AB                                       |
| 145                                      | Diana Klimova (RUS) (route)              | 45e                                      |
| 146                                      | Noemi Rüegg (SUI)                        | AB                                       |

| Astana Women's ASA | Astana Women's ASA      | Astana Women's ASA |
| ------------------ | ----------------------- | ------------------ |
| Num                | Coureuse                | Pos                |
| 151                | Lisandra Guerra (CUB)   | 29e                |
| 153                | Liliana Moreno (COL)    | AB                 |
| 154                | Francesca Pattaro (ITA) | AB                 |
| 155                | Katia Ragusa (ITA)      | 33e                |
| 156                | Olga Shekel (UKR)       | AB                 |

| Tibco-Silicon Valley Bank TIB | Tibco-Silicon Valley Bank TIB | Tibco-Silicon Valley Bank TIB |
| ----------------------------- | ----------------------------- | ----------------------------- |
| Num                           | Coureuse                      | Pos                           |
| 161                           | Lauren Stephens (USA)         | 31e                           |
| 162                           | Leah Dixon (GBR)              | AB                            |
| 163                           | Kristen Faulkner (USA)        | 20e                           |
| 164                           | Nina Kessler (NED)            | 55e                           |
| 165                           | Sharlotte Lucas (NZL) (route) | AB                            |
| 166                           | Emily Newsom (USA)            | AB                            |

| Doltcini-Van Eyck-Proximus DVE | Doltcini-Van Eyck-Proximus DVE      | Doltcini-Van Eyck-Proximus DVE |
| ------------------------------ | ----------------------------------- | ------------------------------ |
| Num                            | Coureuse                            | Pos                            |
| 171                            | Nicole Hanselmann (SUI)             | AB                             |
| 172                            | Mieke Docx (BEL)                    | AB                             |
| 173                            | Kathrin Schweinberger (AUT) (route) | AB                             |
| 174                            | Christina Schweinberger (AUT)       | AB                             |
| 175                            | Fien Van Eynde (BEL)                | AB                             |
| 176                            | Marieke de Groot (NED)              | AB                             |

| Aromitalia Vaiano VAI | Aromitalia Vaiano VAI     | Aromitalia Vaiano VAI |
| --------------------- | ------------------------- | --------------------- |
| Num                   | Coureuse                  | Pos                   |
| 181                   | Rasa Leleivytė (LTU)      | AB                    |
| 182                   | Letizia Borghesi (ITA)    | AB                    |
| 183                   | Anastasia Carbonari (ITA) | AB                    |
| 184                   | Carmela Cipriani (ITA)    | AB                    |
| 185                   | Sofia Collinelli (ITA)    | AB                    |
| 186                   | Giulia Marchesini (ITA)   | AB                    |

| Arkéa Pro Cycling Team ARK | Arkéa Pro Cycling Team ARK | Arkéa Pro Cycling Team ARK |
| -------------------------- | -------------------------- | -------------------------- |
| Num                        | Coureuse                   | Pos                        |
| 191                        | Sandra Levenez (FRA)       | 34e                        |
| 192                        | Pauline Allin (FRA)        | AB                         |
| 194                        | Léa Curinier (FRA)         | AB                         |
| 195                        | Amandine Fouquenet (FRA)   | AB                         |
| 196                        | Gladys Verhulst (FRA)      | AB                         |
| 197                        | Lucie Jounier (FRA)        | AB                         |

| Ciclotel CTL | Ciclotel CTL              | Ciclotel CTL |
| ------------ | ------------------------- | ------------ |
| Num          | Coureuse                  | Pos          |
| 201          | Olha Kulynych (UKR)       | AB           |
| 202          | Kim de Baat (BEL)         | AB           |
| 203          | Valeriya Kononenko (UKR)  | AB           |
| 204          | Sara Van de Vel (BEL)     | 53e          |
| 205          | Kirstie van Haaften (NED) | AB           |

| Chevalmeire CCT | Chevalmeire CCT           | Chevalmeire CCT |
| --------------- | ------------------------- | --------------- |
| Num             | Coureuse                  | Pos             |
| 211             | Rossella Ratto (ITA)      | 47e             |
| 212             | Demmy Druyts (BEL)        | AB              |
| 214             | Puck Moonen (NED)         | AB              |
| 216             | Kelly Van den Steen (BEL) | AB              |

| Charente-Maritime CMW | Charente-Maritime CMW | Charente-Maritime CMW |
| --------------------- | --------------------- | --------------------- |
| Num                   | Coureuse              | Pos                   |
| 221                   | Coralie Demay (FRA)   | AB                    |
| 222                   | Noémie Abgrall (FRA)  | AB                    |
| 223                   | Alice Coutinho (FRA)  | AB                    |
| 224                   | India Grangier (FRA)  | AB                    |
| 225                   | Manon Souyris (FRA)   | AB                    |

| Hitec Products-Birk Sport HPU | Hitec Products-Birk Sport HPU | Hitec Products-Birk Sport HPU |
| ----------------------------- | ----------------------------- | ----------------------------- |
| Num                           | Coureuse                      | Pos                           |
| 231                           | Vita Heine (NOR)              | 52e                           |
| 232                           | Martine Gjøs (NOR)            | AB                            |
| 233                           | Mieke Kröger (GER)            | AB                            |
| 234                           | Ingrid Lorvik (NOR)           | AB                            |
| 236                           | Lucy van der Haar (GBR)       | AB                            |

| Mitchelton-Scott MTS | Mitchelton-Scott MTS               | Mitchelton-Scott MTS |
| -------------------- | ---------------------------------- | -------------------- |
| Num                  | Coureuse                           | Pos                  |
| 1                    | Annemiek van Vleuten (NED) (route) | 28e                  |
| 2                    | Jessica Allen (AUS)                | AB                   |
| 3                    | Grace Brown (AUS)                  | 2e                   |
| 4                    | Janneke Ensing (NED)               | AB                   |
| 5                    | Lucy Kennedy (AUS)                 | 36e                  |
| 6                    | Georgia Williams (NZL)             | AB                   |

| Boels Dolmans DLT | Boels Dolmans DLT                  | Boels Dolmans DLT |
| ----------------- | ---------------------------------- | ----------------- |
| Num               | Coureuse                           | Pos               |
| 11                | Anna van der Breggen (NED) (route) | 26e               |
| 12                | Eva Buurman (NED)                  | AB                |
| 13                | Karol-Ann Canuel (CAN) (route)     | AB                |
| 14                | Christine Majerus (LUX) (route)    | 37e               |
| 16                | Chantal van den Broek-Blaak (NED)  | 24e               |
| 17                | Amy Pieters (NED)                  | 5e                |

| Sunweb SUN | Sunweb SUN             | Sunweb SUN |
| ---------- | ---------------------- | ---------- |
| Num        | Coureuse               | Pos        |
| 21         | Floortje Mackaij (NED) | 12e        |
| 23         | Leah Kirchmann (CAN)   | 41e        |
| 24         | Juliette Labous (FRA)  | 8e         |
| 25         | Liane Lippert (GER)    | 10e        |
| 26         | Wilma Olausson (SWE)   | AB         |
| 28         | Alison Jackson (CAN)   | 39e        |

| Parkhotel Valkenburg PHV | Parkhotel Valkenburg PHV | Parkhotel Valkenburg PHV |
| ------------------------ | ------------------------ | ------------------------ |
| Num                      | Coureuse                 | Pos                      |
| 31                       | Demi Vollering (NED)     | 11e                      |
| 32                       | Nina Buysman (NED)       | AB                       |
| 33                       | Romy Kasper (GER)        | AB                       |
| 34                       | Anouska Koster (NED)     | AB                       |
| 35                       | Hanna Nilsson (SWE)      | AB                       |
| 36                       | Nancy van der Burg (NED) | 46e                      |

| Canyon-SRAM Racing CSR | Canyon-SRAM Racing CSR     | Canyon-SRAM Racing CSR |
| ---------------------- | -------------------------- | ---------------------- |
| Num                    | Coureuse                   | Pos                    |
| 41                     | Katarzyna Niewiadoma (POL) | 19e                    |
| 42                     | Hannah Barnes (GBR)        | 6e                     |
| 43                     | Elena Cecchini (ITA)       | AB                     |
| 44                     | Hannah Ludwig (GER)        | 48e                    |
| 45                     | Alexis Magner (USA)        | AB                     |
| 46                     | Omer Shapira (ISR) (route) | AB                     |

| Trek-Segafredo TFS | Trek-Segafredo TFS         | Trek-Segafredo TFS |
| ------------------ | -------------------------- | ------------------ |
| Num                | Coureuse                   | Pos                |
| 51                 | Lizzie Deignan (GBR)       | 1re                |
| 52                 | Elisa Longo Borghini (ITA) | 25e                |
| 53                 | Anna Plichta (POL)         | AB                 |
| 54                 | Ellen van Dijk (NED)       | 3e                 |
| 55                 | Tayler Wiles (USA)         | AB                 |
| 56                 | Ruth Edwards (USA) (route) | 14e                |

| FDJ-Nouvelle Aquitaine-Futuroscope FDJ | FDJ-Nouvelle Aquitaine-Futuroscope FDJ | FDJ-Nouvelle Aquitaine-Futuroscope FDJ |
| -------------------------------------- | -------------------------------------- | -------------------------------------- |
| Num                                    | Coureuse                               | Pos                                    |
| 61                                     | Cecilie Uttrup Ludwig (DEN)            | 17e                                    |
| 62                                     | Brodie Chapman (AUS)                   | 56e                                    |
| 63                                     | Victorie Guilman (FRA)                 | AB                                     |
| 64                                     | Lauren Kitchen (AUS)                   | AB                                     |
| 65                                     | Évita Muzic (FRA)                      | 42e                                    |
| 66                                     | Jade Wiel (FRA)                        | AB                                     |

| CCC-Liv CCC | CCC-Liv CCC                    | CCC-Liv CCC |
| ----------- | ------------------------------ | ----------- |
| Num         | Coureuse                       | Pos         |
| 71          | Marianne Vos (NED)             | 4e          |
| 72          | Sofia Bertizzolo (ITA)         | AB          |
| 73          | Jeanne Korevaar (NED)          | AB          |
| 74          | Ashleigh Moolman (RSA) (route) | 16e         |
| 75          | Soraya Paladin (ITA)           | 15e         |
| 78          | Pauliena Rooijakkers (NED)     | AB          |

| Alé BTC Ljubljana ALE | Alé BTC Ljubljana ALE           | Alé BTC Ljubljana ALE |
| --------------------- | ------------------------------- | --------------------- |
| Num                   | Coureuse                        | Pos                   |
| 81                    | Marta Bastianelli (ITA) (route) | AB                    |
| 82                    | Eugenia Bujak (SLO)             | 30e                   |
| 83                    | Anastasia Chursina (RUS)        | 43e                   |
| 84                    | Mavi García (ESP) (route)       | 23e                   |
| 85                    | Tatiana Guderzo (ITA)           | 22e                   |
| 86                    | Urša Pintar (SLO) (route)       | 35e                   |

| Movistar Team MOV | Movistar Team MOV         | Movistar Team MOV |
| ----------------- | ------------------------- | ----------------- |
| Num               | Coureuse                  | Pos               |
| 91                | Katrine Aalerud (NOR)     | 9e                |
| 93                | Jelena Erić (SRB) (route) | 32e               |
| 94                | Alicia González (ESP)     | AB                |
| 95                | Paula Patiño (COL)        | 50e               |
| 96                | Gloria Rodríguez (ESP)    | 54e               |
| 99                | Lourdes Oyarbide (ESP)    | AB                |

| Ceratizit-WNT Pro Cycling WNT | Ceratizit-WNT Pro Cycling WNT | Ceratizit-WNT Pro Cycling WNT |
| ----------------------------- | ----------------------------- | ----------------------------- |
| Num                           | Coureuse                      | Pos                           |
| 101                           | Erica Magnaldi (ITA)          | AB                            |
| 102                           | Laura Asencio (FRA)           | AB                            |
| 103                           | Kathrin Hammes (GER)          | 49e                           |
| 104                           | Julie Norman Leth (DEN)       | AB                            |
| 105                           | Sarah Rijkes (AUT)            | AB                            |
| 106                           | Lara Vieceli (ITA)            | 51e                           |

| Valcar-Travel & Service VAL | Valcar-Travel & Service VAL | Valcar-Travel & Service VAL |
| --------------------------- | --------------------------- | --------------------------- |
| Num                         | Coureuse                    | Pos                         |
| 111                         | Marta Cavalli (ITA)         | 18e                         |
| 112                         | Elisa Balsamo (ITA)         | 38e                         |
| 113                         | Vittoria Guazzini (ITA)     | AB                          |
| 115                         | Federica Piergiovanni (ITA) | AB                          |
| 116                         | Silvia Pollicini (ITA)      | AB                          |
| 118                         | Margaux Vigié (FRA)         | AB                          |

| Paule Ka EPK | Paule Ka EPK                     | Paule Ka EPK |
| ------------ | -------------------------------- | ------------ |
| Num          | Coureuse                         | Pos          |
| 121          | Mikayla Harvey (NZL)             | 21e          |
| 122          | Elise Chabbey (SUI)              | 13e          |
| 123          | Niamh Fisher-Black (NZL) (route) | 27e          |
| 124          | Nikola Nosková (CZE)             | AB           |
| 125          | Marlen Reusser (SUI) (route)     | 7e           |

| Lotto Soudal Ladies LSL | Lotto Soudal Ladies LSL  | Lotto Soudal Ladies LSL |
| ----------------------- | ------------------------ | ----------------------- |
| Num                     | Coureuse                 | Pos                     |
| 131                     | Julie Van de Velde (BEL) | AB                      |
| 132                     | Teuntje Beekhuis (NED)   | 40e                     |
| 133                     | Danique Braam (NED)      | AB                      |
| 134                     | Danielle Christmas (GBR) | AB                      |
| 135                     | Arianna Fidanza (ITA)    | AB                      |
| 136                     | Lone Meertens (BEL)      | AB                      |

| Cogeas-Mettler-Look Pro Cycling Team CGS | Cogeas-Mettler-Look Pro Cycling Team CGS | Cogeas-Mettler-Look Pro Cycling Team CGS |
| ---------------------------------------- | ---------------------------------------- | ---------------------------------------- |
| Num                                      | Coureuse                                 | Pos                                      |
| 141                                      | Maria Novolodskaya (RUS)                 | 44e                                      |
| 142                                      | Annabel Fisher (GBR)                     | AB                                       |
| 143                                      | Iuliia Galimullina (RUS)                 | AB                                       |
| 144                                      | Aigul Gareeva (RUS)                      | AB                                       |
| 145                                      | Diana Klimova (RUS) (route)              | 45e                                      |
| 146                                      | Noemi Rüegg (SUI)                        | AB                                       |

| Astana Women's ASA | Astana Women's ASA      | Astana Women's ASA |
| ------------------ | ----------------------- | ------------------ |
| Num                | Coureuse                | Pos                |
| 151                | Lisandra Guerra (CUB)   | 29e                |
| 153                | Liliana Moreno (COL)    | AB                 |
| 154                | Francesca Pattaro (ITA) | AB                 |
| 155                | Katia Ragusa (ITA)      | 33e                |
| 156                | Olga Shekel (UKR)       | AB                 |

| Tibco-Silicon Valley Bank TIB | Tibco-Silicon Valley Bank TIB | Tibco-Silicon Valley Bank TIB |
| ----------------------------- | ----------------------------- | ----------------------------- |
| Num                           | Coureuse                      | Pos                           |
| 161                           | Lauren Stephens (USA)         | 31e                           |
| 162                           | Leah Dixon (GBR)              | AB                            |
| 163                           | Kristen Faulkner (USA)        | 20e                           |
| 164                           | Nina Kessler (NED)            | 55e                           |
| 165                           | Sharlotte Lucas (NZL) (route) | AB                            |
| 166                           | Emily Newsom (USA)            | AB                            |

| Doltcini-Van Eyck-Proximus DVE | Doltcini-Van Eyck-Proximus DVE      | Doltcini-Van Eyck-Proximus DVE |
| ------------------------------ | ----------------------------------- | ------------------------------ |
| Num                            | Coureuse                            | Pos                            |
| 171                            | Nicole Hanselmann (SUI)             | AB                             |
| 172                            | Mieke Docx (BEL)                    | AB                             |
| 173                            | Kathrin Schweinberger (AUT) (route) | AB                             |
| 174                            | Christina Schweinberger (AUT)       | AB                             |
| 175                            | Fien Van Eynde (BEL)                | AB                             |
| 176                            | Marieke de Groot (NED)              | AB                             |

| Aromitalia Vaiano VAI | Aromitalia Vaiano VAI     | Aromitalia Vaiano VAI |
| --------------------- | ------------------------- | --------------------- |
| Num                   | Coureuse                  | Pos                   |
| 181                   | Rasa Leleivytė (LTU)      | AB                    |
| 182                   | Letizia Borghesi (ITA)    | AB                    |
| 183                   | Anastasia Carbonari (ITA) | AB                    |
| 184                   | Carmela Cipriani (ITA)    | AB                    |
| 185                   | Sofia Collinelli (ITA)    | AB                    |
| 186                   | Giulia Marchesini (ITA)   | AB                    |

| Arkéa Pro Cycling Team ARK | Arkéa Pro Cycling Team ARK | Arkéa Pro Cycling Team ARK |
| -------------------------- | -------------------------- | -------------------------- |
| Num                        | Coureuse                   | Pos                        |
| 191                        | Sandra Levenez (FRA)       | 34e                        |
| 192                        | Pauline Allin (FRA)        | AB                         |
| 194                        | Léa Curinier (FRA)         | AB                         |
| 195                        | Amandine Fouquenet (FRA)   | AB                         |
| 196                        | Gladys Verhulst (FRA)      | AB                         |
| 197                        | Lucie Jounier (FRA)        | AB                         |

| Ciclotel CTL | Ciclotel CTL              | Ciclotel CTL |
| ------------ | ------------------------- | ------------ |
| Num          | Coureuse                  | Pos          |
| 201          | Olha Kulynych (UKR)       | AB           |
| 202          | Kim de Baat (BEL)         | AB           |
| 203          | Valeriya Kononenko (UKR)  | AB           |
| 204          | Sara Van de Vel (BEL)     | 53e          |
| 205          | Kirstie van Haaften (NED) | AB           |

| Chevalmeire CCT | Chevalmeire CCT           | Chevalmeire CCT |
| --------------- | ------------------------- | --------------- |
| Num             | Coureuse                  | Pos             |
| 211             | Rossella Ratto (ITA)      | 47e             |
| 212             | Demmy Druyts (BEL)        | AB              |
| 214             | Puck Moonen (NED)         | AB              |
| 216             | Kelly Van den Steen (BEL) | AB              |

| Charente-Maritime CMW | Charente-Maritime CMW | Charente-Maritime CMW |
| --------------------- | --------------------- | --------------------- |
| Num                   | Coureuse              | Pos                   |
| 221                   | Coralie Demay (FRA)   | AB                    |
| 222                   | Noémie Abgrall (FRA)  | AB                    |
| 223                   | Alice Coutinho (FRA)  | AB                    |
| 224                   | India Grangier (FRA)  | AB                    |
| 225                   | Manon Souyris (FRA)   | AB                    |

| Hitec Products-Birk Sport HPU | Hitec Products-Birk Sport HPU | Hitec Products-Birk Sport HPU |
| ----------------------------- | ----------------------------- | ----------------------------- |
| Num                           | Coureuse                      | Pos                           |
| 231                           | Vita Heine (NOR)              | 52e                           |
| 232                           | Martine Gjøs (NOR)            | AB                            |
| 233                           | Mieke Kröger (GER)            | AB                            |
| 234                           | Ingrid Lorvik (NOR)           | AB                            |
| 236                           | Lucy van der Haar (GBR)       | AB                            |